# الحزب الاشتراكي العمالي الإسباني
الحزب الاشتراكي العمالي الإسباني بالإسبانية (Partido Socialista Obrero Español)، اختصارا (PSOE)، هو حزب سياسي إسباني ذو إيديولوجية ديمقراطية اشتراكية و هو جزء من الطيف السياسي لوسط اليسار.أسس بابلو إيغليسياس الحزب في سنة 1879 وهو أب الاشتراكية الإسبانية. خلال قرن من الزمن (بين 1879 و 1979)، عرف الحزب بارتبطه بالطبقة العمالية و بمذهبية اشتراكية ماركسية.

خلال المؤتمر الثامن و العشرين للحزب، سنة 1979، الذي عرف وصول فيليبي غونثاليث لزعامة الحزب، تبنى الحزب مبادئ اقتصاد السوق، متخليا عن إرثه الماركسي، بما في ذلك المراجعات الماركسية لإدوارد برنشتاين التي طبعت فكر الديمقراطية الاشتراكية خلال القرن العشرين.

تميزت سياسة الحزب الاقتصادية، منذ الانتقال الديمقراطي الإسباني، بخط ليبرالي اجتماعي تميز في شقه الاجتماعي بتعميم الخدمات الاجتماعية الأساسية، كالتعليم و الصحة و التقاعد. و تميزت سياسته الاقتصادية بمسلسل خوصصة بعض القطاعات العامة الإنتاجية، كانت أولية أو ثانوية أو ثالثية كمقاولات الطاقة و الاتصالات والأبناك.

يعتبر حزب العمال الاشتراكي الإسباني و الحزب الشعبي، الحزبان الأغلبيان في إسبانيا. ترجع آخر ولاية تشريعية حكم فيها إسبانيا غلى الفترة بين 14 مارس 2004 و 20 دجنبر 2011. و يعتبر الحزب أكثر من حكم إسبانيا خلال فترة الديمقراطية، التي انطلقت في 1978، برئيسي حكومة هما فيليبي غونثاليث وخوسي لويس رودريغيث ثاباطيرو.

ينتمي الحزب إلى الحزب الاشتراكي الأوروبي و إلى الاشتراكية الدولية و يرتبط الحزب بمنظمة الشبيبات الاشتراكية الإسبانية (Juventudes Socialistas de España)، المؤسسة في 1903. من أهم الأرقام القياسية الانتخابية التي حققها الحزب منذ 1978:
- أكبر عدد أصوات محصل عليها، 11.288.698 (43,87%) في انتخابات 2008.
- أكبر نسبة تصويت محصل عليها، 48,11 % (10.127.392) في انتخابات 1982.
- أكبر عدد مقاعد برلمانية محصل عليها 202 في 1982.